# Martinček
Martinček (bis zum 19. Jahrhundert slow. „Svätý Martin“; ungarisch Szentmárton bzw. Liptó Szent Márton; deutsch St. Martin in der Liptau) ist eine Gemeinde im Okres Ružomberok innerhalb des Žilinský kraj im Norden der Slowakei mit 466 Einwohnern (Stand 31. Dezember 2024).

## Geographie
Die Gemeinde befindet sich am Westende des Talkessels Liptovská kotlina, dem westlichen Teil der größeren Podtatranská kotlina, am rechten Ufer der Waag unterhalb des Gebirges Chočské vrchy. Das Ortszentrum liegt auf einer Höhe von 583 m n.m. und ist ungefähr viereinhalb Kilometer (Straßenentfernung) von Ružomberok entfernt.
Nachbargemeinden sind Likavka im Westen und Lisková im Osten.

## Geschichte

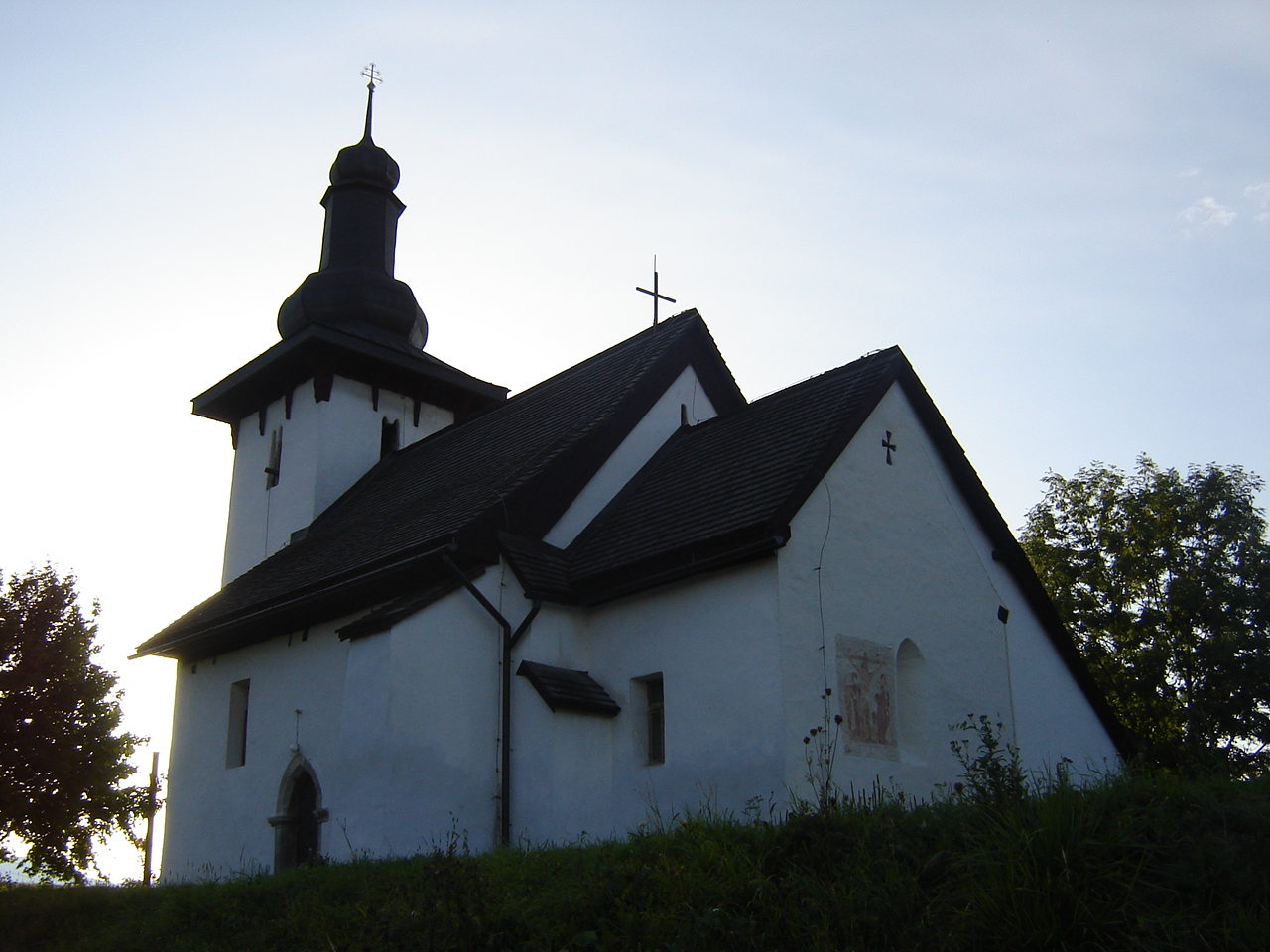
Martinskirche

Auf dem heutigen Gemeindegebiet gab es eine Burgstätte der Puchauer Kultur auf dem Berg Mních, 1914 wurden zudem vierzehn Bronzeschwerte und weitere Objekte aus der Jungbronzezeit in der Gemarkung Hlinisko gefunden.
Der Ort Martinček wurde zum ersten Mal in einer nicht näher datierten Urkunde aus der Herrschaft von Ladislaus IV. (1272–1290) schriftlich erwähnt, die 1391 zitiert wurde. Die Siedlung entwickelte sich in der Nähe der gegen 1260 erbauten Martinskirche, die ursprünglich nur als Pfarrkirche für die Nachbarorte Likavka und Lisková angelegt war. Die Pfarrei ist 1332 als Sanctus Martinus de Liptovia verzeichnet. Bis 1848 gehörte Martinček zum Herrschaftsgut der Burg Likava.
1784 sind 28 Häuser und 229 Einwohner und schließlich 1828 39 Häuser und 274 Einwohner verzeichnet.

## Bevölkerung
| Jahr                | 1994 | 2004    | 2014    | 2024     |
| ------------------- | ---- | ------- | ------- | -------- |
| Anzahl der Personen | 386  | 383     | 416     | 466      |
| Unterschied         |      | −0,77 % | +8,61 % | +12,01 % |

| Jahr                | 2023 | 2024    |
| ------------------- | ---- | ------- |
| Anzahl der Personen | 449  | 466     |
| Unterschied         |      | +3,78 % |

Nach der Volkszählung 2011 wohnten in Martinček 386 Einwohner, davon 379 Slowaken, drei Tschechen und ein Mährer. Drei Einwohner machten keine Angabe. 364 Einwohner bekannten sich zur römisch-katholischen Kirche und zwei Einwohner zur evangelischen Kirche A. B. Zwölf Einwohner waren konfessionslos und bei acht Einwohnern ist die Konfession nicht ermittelt.
Ergebnisse der Volkszählung 2001 (414 Einwohner):
| Nach Ethnie: - 96,86 % Slowaken - 0,72 % Tschechen - 0,24 % Roma - 0,24 % Ukrainer | Nach Konfession: - 97,10 % römisch-katholisch - 1,69 % keine Angabe - 1,20 % konfessionslos |